# Netropsin
Netropsin ist ein Polyamid-Antibiotikum, das an die kleine Furche einer DNA-Doppelhelix bindet. Es wirkt gegen Gram-positive und Gram-negative Bakterien.

## Eigenschaften

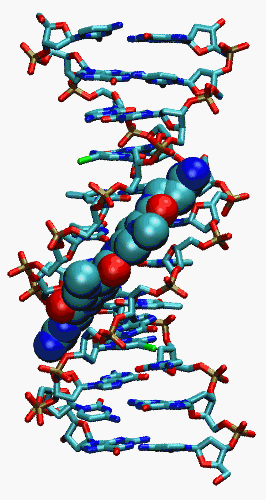
Netropsin an DNA gebunden. Aus PDB 101D.

Netropsin wurde erstmals 1951 durch A. C. Finlay beschrieben, der es aus dem Actinobakterium Streptomyces netropsis isoliert hatte. Netropsin gehört zur Klasse Pyrrol-Amidin-Antibiotika und ist ein Analogon von Distamycin und den Lexitropsinen. Es bindet bevorzugt AT-reiche DNA-Sequenzen doppelsträngiger DNA und Tetraden aus [TGGGGT]4, nicht jedoch an einzelsträngige DNA oder RNA. Die Bindung von Netropsin führt zu einer engeren Windung von etwa 9° pro gebundenem Lexitropsin und Basenpaar. Bei einer positiven Superspiralisierung entspannt es daher die DNA, während es eine negative Superspiralisierung verstärkt. Der Bindungsmechanismus ist noch nicht vollständig geklärt. Verschiedene Distamycin-Derivate wurden entwickelt, um als Alkylanzien gegen Tumoren eingesetzt zu werden oder zur Fluoreszenzmarkierung von doppelsträngiger DNA.